# Timothy Dexter

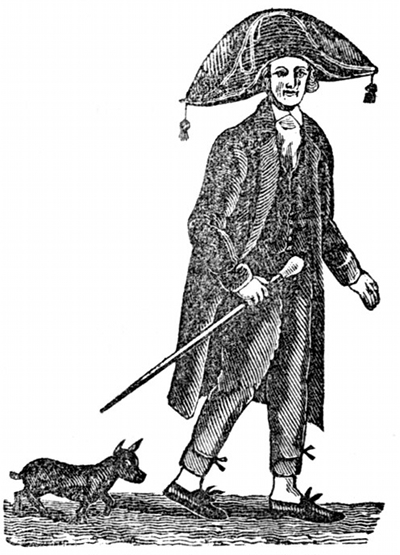
Timothy Dexter, 1805

Timothy Dexter (* 22. Januar 1747 in Malden, Massachusetts; † 23. Oktober 1806 in Newburyport, Massachusetts) war ein exzentrischer US-amerikanischer Geschäftsmann und Nihilist, bekannt für seine Autobiographie A Pickle for the knowing ones, or: Plain truths in a homespun dress (1802).

## Leben
Dexter hatte keine besondere Schulbildung und erlernte den Beruf des Ledergerbers. 1769 zog er nach Newburyport und wandte sich – unterstützt von einer wohlhabenden Witwe, die er später heiratete – einer Karriere als Geschäftsmann zu. Er wurde reich, nachdem er während des Unabhängigkeitskriegs sehr große Mengen des damals in den USA nahezu wertlosen Kontinental-Dollars hortete, der durch eine Währungsreform aber wieder einen gewissen Wert erlangte. In der feinen Bostoner Gesellschaft wurde er als reicher Emporkömmling geschnitten und zog wieder nach Newburyport, wo er sich den Titel Lord zulegte und eine Prunkvilla baute, ausgestattet mit bemalten Holzstatuen berühmter Persönlichkeiten wie George Washington, Napoleon Bonaparte und Thomas Jefferson und einer besonders herausragenden Statue seiner eigenen Person mit der Unterschrift: Ich bin der Erste im Osten, der Erste im Westen und der größte Philosoph der westlichen Welt.
Noch zu Lebzeiten baute er hinter seinem Haus ein prachtvolles Mausoleum für sich und seine Familie, mit seidenbezogenen Särgen, in denen er auch gelegentlich zu schlafen pflegte. Um die öffentliche Anteilnahme an seinem Ableben zu erkunden, täuschte er seinen Tod und seine Beerdigung vor, mit landesweiten Einladungen zur Trauerfeier und Zeitungsannoncen, wobei sich zwar tausende Personen einfanden, seine Frau aber zu seinem Unwillen keine sichtbare Trauer erkennen ließ, woraufhin er sie schlagen ließ. Die Beziehung zu seiner Frau war schon zuvor nicht gut, gelegentlich erzählte er Besuchern, sie wäre tot und seine im Haus herumwandelnde Frau ein Geist. Bei seinem Tod bestanden die Behörden darauf, dass er auf einem Friedhof und nicht in seinem Mausoleum beerdigt würde. Sein Haus war später ein Hotel.

## Werk

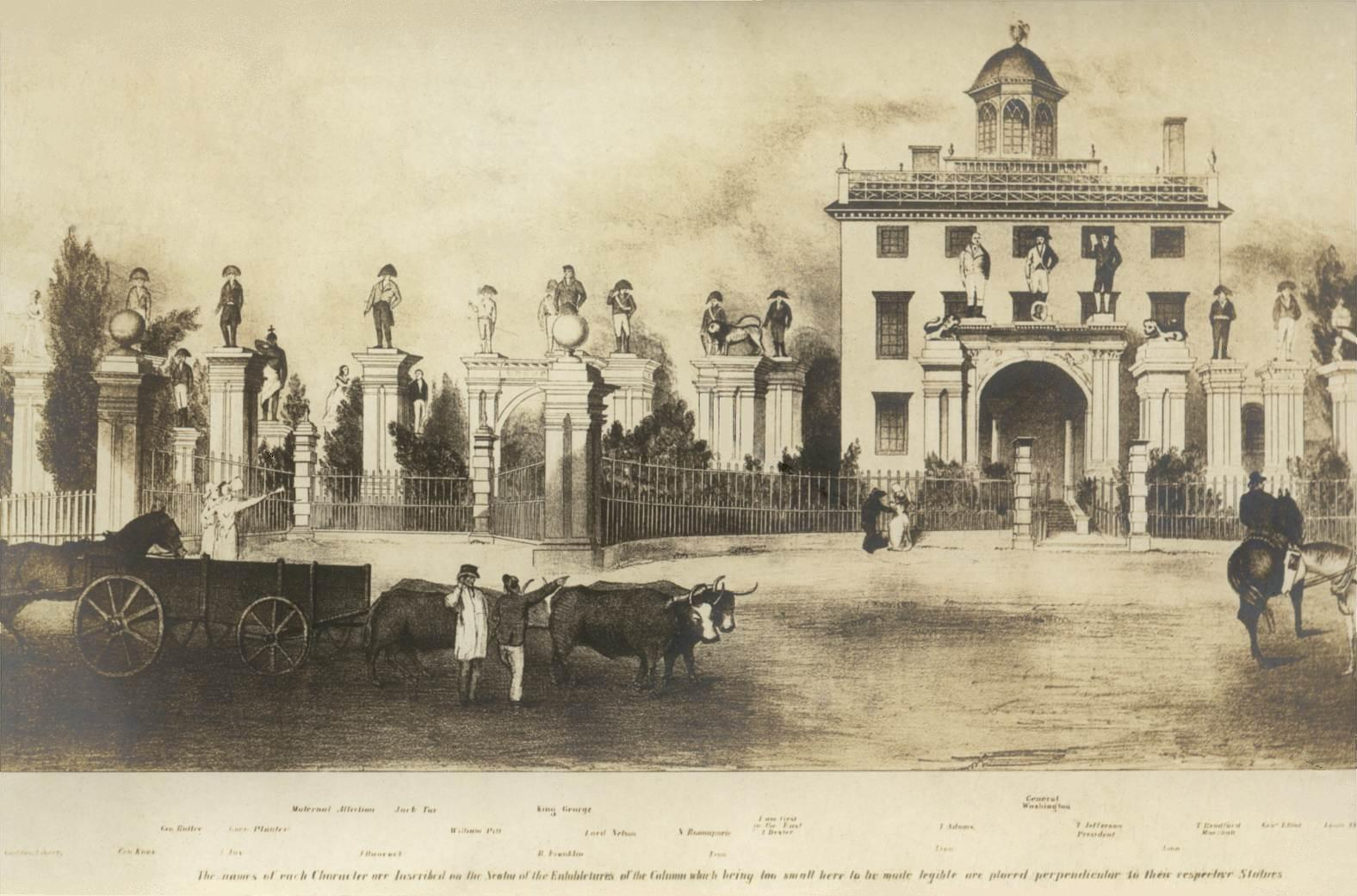
Haus von Dexter in Newburyport mit Statuen berühmter Personen

In seiner Autobiographie schildert Dexter u. a. seine ungewöhnlichen Geschäftserfolge. Er betrieb Handel mit zwei eigenen Schiffen und exportierte unter anderem Bettwärmer in die Karibik. Die Idee kam eigentlich von Geschäftskonkurrenten, die auf seinen Misserfolg hofften, sein Kapitän konnte die Bettwärmer aber an die örtliche Zuckerindustrie verkaufen. Bei anderer Gelegenheit schlug man ihm vor, Kohle nach Newcastle im englischen Kohlerevier zu verkaufen, wobei er ebenfalls Glück hatte, als sein Schiff zum Zeitpunkt eines lokalen Streiks ankam und er seine Ladung mit Profit absetzen konnte.
Weiteren Raum in seiner Autobiografie nahmen Klagen über die Behörden, die Kirche und seine Frau ein. Seine Orthographie war sehr eigenwillig, da er auf Interpunktion verzichtete. Als sich Kritiker darüber beschwerten, veröffentlichte Dexter in der zweiten Auflage 1805 einen Anhang nur mit Satzzeichen mit der Empfehlung, sie an beliebiger Stelle in seinem Buch einzusetzen.

## Schriften
- Timothy Dexter: A pickle for the knowing ones. Antiquarius, La Verge, TN 2020. ISBN 978-1-64798-266-9. (Nachdr. d. Ausg. Newburyport 1802)
- Samuel Knapp, Life of Tomothy Dexter, Digitalisat